# Boguszyce (Opole)
Pour les articles homonymes, voir Boguszyce.
Boguszyce est une localité polonaise du gmina de Prószków dans la voïvodie et le powiat d'Opole.